# 推薦一起共度初體驗的她
《推薦一起共度初體驗的她》（初体験にオススメな彼女）是由日本輕小說家朝野始創作、畫師高苗京鈴負責插畫的輕小說作品。單行本由日本的MEDIA FACTORY出版發行，繁體中文版由台灣的尖端出版代理發行。

## 簡介
櫻鐵之介是個個性悲觀又身為繭居族的妹控 ，一直想「高中出道」，重建新形象。但是在升上高中的第一天他竟然收到從他天才科學家姊姊櫻鈴音的禮物，一名擁有閃耀光澤的秀髮、水汪汪的大眼睛、宛如初雪般白皙的肌膚、小巧的胸部與纖細的手腳的少女。「主人，請跟我一起進行初體驗。」少女這樣說著。「櫻亞留美將會以妹妹的身分全力支持我進行各式各樣的初體驗?!」

## 角色
聲優名單出自廣播劇CD，譯名參照尖端代理的中文版

### 主要人物
櫻鐵之介（聲優：松岡禎丞）
本作主角，是個重度繭居族，光是到街上見到路人就會開始渾身不舒服，有時候意志力會不夠而逃避現實。即使如此還是打算在高中出道，脫離繭居族的行列。
在第一天開學日因為貧血而昏倒，亞留美代替他自我介紹，卻說自己是個會對妹妹作出色色事情的變態，被班上男生稱為「情色大師」，而女生們則是冷眼對待。
從小因父母病逝而與姐姐相依為命，卻因為姐姐的個性而不太喜歡她。
櫻亞留美（聲優：藤田咲）
女主角，鐵之介的姐姐鈴音開發出來的生化人造人，因為鐵之介曾說想要個妹妹所以製作了亞留美送給他。
由於是個生化人造人所以力大無窮，有時遇到害羞的事情會造成機體過熱而需要澆冷水冷卻。
一開始的啟動方式被鈴音設定為接吻，後來從監視攝影機上得知初吻給了鐵之介而非常害羞。
貧乳，非常喜歡吃巧克力，聲稱為了巧克力連鐵之介也可以犧牲掉。想作為普通的人類出道，因此和鐵之介算是合作互助的關係。
姬宮姬乃（聲優：喜多村英梨）
鐵之介在學校中的學姐，國中時也與鐵之介同校。因為喜歡玩吸血鬼遊戲而被稱為「吸血鬼姬宮」。上了高中後想要以完美的高中生出道。
本身是個巨乳，因而被亞留美敵視，並被她稱為「乳姬」。
姬宮家的獨生女，曾說過自己想要有一個弟弟，這樣就可以玩弄他。
廚藝非常糟糕，食用者吃過她烹飪的食物後都會馬上中毒昏倒。
對鐵之介有些許好感。
狼谷可憐（聲優：金元壽子）
鐵之介的同班同學，不管是外型還是個性都像個小學生，因此被班上的同學當成吉祥物。
因為自己的姐姐是個不良少女，可憐覺得非常帥氣而想要效仿，但是卻做不到，初次見到鐵之介時也一直假裝自己是個不良少女。在鐵之介知情後願意幫助她成為不良少女出道。
因為亞留美的關係，誤會鐵之介是個不良少年，一直稱他為「總長」。
櫻久留美（聲優：下田麻美）
亞留美體內的保護程式，稱亞留美為姐姐。是個超級姐控，非常討厭鐵之介。

### E計劃參與人
櫻鈴音
鐵之介的姐姐，19歲。眾所公認的天才。
黑醫貓子
姬乃的表姐，19歲。

## 出版書籍
| 卷數 | 日文標題                | 中文標題                | Media Factory  | Media Factory          | 尖端出版       | 尖端出版               |
| 卷數 | 日文標題                | 中文標題                | 發售日期       | ISBN                   | 發售日期       | ISBN                   |
| ---- | ----------------------- | ----------------------- | -------------- | ---------------------- | -------------- | ---------------------- |
| 1    | 初体験にオススメな彼女  | 推薦一起共度初體驗的她  | 2011年7月25日  | ISBN 978-4-8401-3976-2 | 2012年2月3日   | ISBN 978-957-10-4742-3 |
| 2    | 初体験にオススメな彼女2 | 推薦一起共度初體驗的她2 | 2011年10月25日 | ISBN 978-4-8401-4270-0 | 2012年8月7日   | ISBN 978-957-10-4880-2 |
| 3    | 初体験にオススメな彼女3 | 推薦一起共度初體驗的她3 | 2012年2月24日  | ISBN 978-4-8401-4388-2 | 2012年12月20日 | ISBN 978-957-10-5095-9 |
| 4    | 初体験にオススメな彼女4 | 推薦一起共度初體驗的她4 | 2012年6月25日  | ISBN 978-4-8401-4597-8 | 2013年6月7日   | ISBN 978-957-10-5228-1 |
| 5    | 初体験にオススメな彼女5 | 推薦一起共度初體驗的她5 | 2012年10月25日 | ISBN 978-4-8401-4848-1 | 2013年10月25日 | ISBN 978-957-10-5404-9 |
| 6    | 初体験にオススメな彼女6 | 推薦一起共度初體驗的她6 | 2013年2月25日  | ISBN 978-4-8401-4984-6 | 2014年6月20日  | ISBN 978-957-10-5597-8 |

## 外部連結
- （日語）《推薦一起共度初體驗的她》（MF文庫J內） （页面存档备份，存于）
- （日語）Drama CD 《推薦一起共度初體驗的她》 （页面存档备份，存于） HOBiRECORDS